# 戴维·林德斯特伦
戴维·林德斯特伦（英語：David Lindstrom，1948年9月29日—），新西兰男子赛艇运动员。他曾代表新西兰参加世界赛艇锦标赛，获得一枚银牌和一枚铜牌。他也曾参加1972年和1976年夏季奥林匹克运动会。